# Église Saint-Christophe de Saint-Christophe-sur-Dolaison
Pour les articles homonymes, voir Église Saint-Christophe.
L'église Saint-Christophe est une église catholique située sur la commune de Saint-Christophe-sur-Dolaison, dans le département de la Haute-Loire, en France.

## Historique
Elle est mentionnée dès 1161 par les hospitaliers du Puy et en 1204 par les templiers. Elle a été classée monument historique le 16 septembre 1907.
Elle est construite en brèche volcanique rougeâtre, avec un clocher à peigne percé de quatre ouvertures. Sur son côté sud elle présente plusieurs enfeus.
Son  plan est assez rare dans la région. Elle se compose d’une nef de deux travées voûtées en berceau, d’un  transept peu saillant dépourvu d’absidioles et d’une abside en cul de four. Celle-ci est ornée de cinq arcatures en plein cintre retombant sur des colonnettes à chapiteaux feuillagés. Au nord, un pilier au chapiteau remployé et gravé de petits cartouches sur chacune de ses faces provient vraisemblablement d’une église antérieure. Une chapelle a été également construite à la fin du XIXe siècle. Elle a depuis subi plusieurs modifications dont une extension d’un mètre vers l’est et l’implantation de l’escalier est passée du nord au sud. L’église abrite un mobilier liturgique et des objets de culte d’importance dont un calice en argent du XVIIe siècle et un ciboire du XVIIIe. La balustrade de tribune a été faite avec l’ancienne table de communion en fer forgé de 1785.

## Galerie de photos

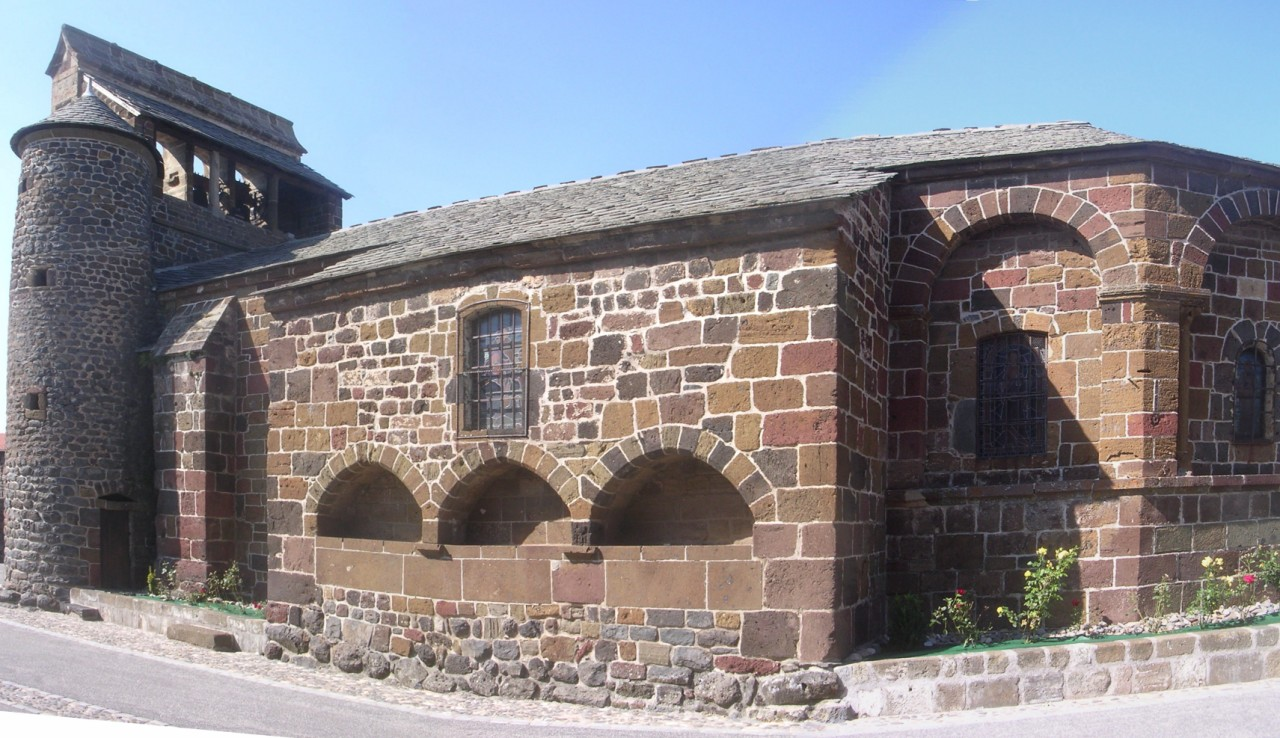
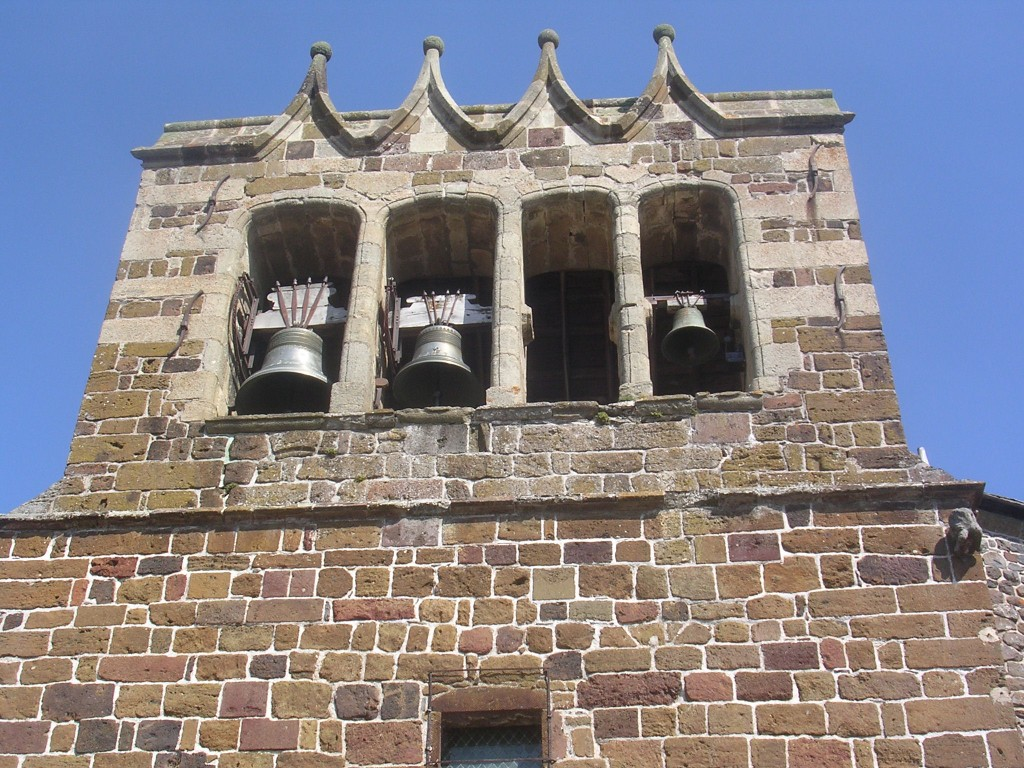
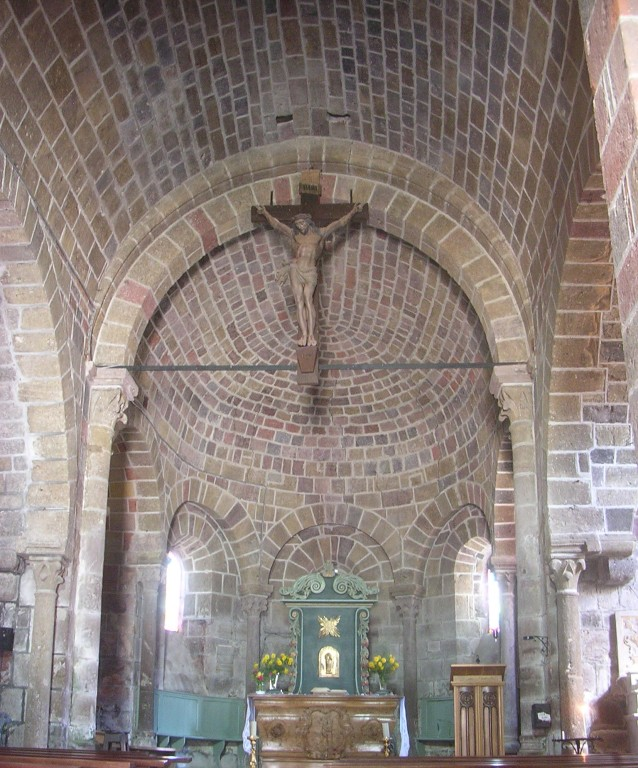